# Законодательная ассамблея Орегона
Законодательная ассамблея Орегона (англ. Oregon Legislative Assembly) — легислатура американского штата Орегон. Ассамблея является двухпалатной и состоит из верхней и нижней палаты: сената, 30 членов которого избираются на четыре года, и палаты представителей, 60 членов которой избираются на двухлетний срок. Для обеих палат не установлены ограничения по сроку полномочий.
Большинство членов ассамблеи занято на постоянной основе на других местах работы. С 1885 года регулярные сессии ассамблеи проходили в нечётные годы, начиная со второго понедельника января. Начиная с 2012 года, ассамблея перешла на ежегодное проведение сессий, с 35-дневной «короткой сессией» в чётные годы, начинающейся в феврале.

## Законопроекты
Законопроекты могут быть внесены в любой из палат и до голосования должны быть проведены через комитет. Законопроекты, направленные на увеличение доходов, должны быть внесены через палату представителей.

## Сессии
В 2011 году были приняты поправки в конституцию штата, которые за некоторыми исключениями ограничили законодательные сессии, проводимые в нечётные годы, 160 календарными днями, а проводимые в чётные года — 35 календарными днями.
Первые 35 регулярных сессий (то есть до 1929 года) длились 50 дней или меньше. Однако с 1949 года ни одна ежегодная сессия не была короче 100 дней. Самой длинной сессией стала 72-я длительностью в 227 дней, закончившаяся 27 августа 2003 года. С тех пор сессии заканчивались в июне или июле.
До 1976 года губернатор Орегона был единственным человеком, который мог созывать ассамблею на специальные сессии. После этого была принята конституционная поправка, позволившая ассамблее созвать заседание самостоятельно. Тем не менее, проведение специальных сессий разрешено только «в случае крайней необходимости».
В 1982 году специальная сессия продолжалась 37 дней, а в 2002 году губернатор созывал ассамблею на специальные сессии пять раз, занявшие в общей сложности 52 дня. Специальная сессия 2006 года была самой короткой в истории Орегона: пять законодательных актов были приняты всего за шесть часов.

## Период между сессиями
В промежуточный период между законодательными сессиями особые комиссии, состоящие из законодателей штата, имеющих интересы или опыт в конкретных областях, исследуют проблемы, которые будут рассмотрены в ходе следующей законодательной сессии. Кроме того, совет Орегона по чрезвычайным ситуациям под председательством председателя сената и спикера палаты представителей может принять меры для предоставления дополнительных средств агентствам штата для выполнения деятельности, требуемой законом или неожиданно возникшей в течение законодательного периода.